# Bebele
Bebele (auch Bamvele) ist eine Bantusprache. Sie ist im Département Haute-Sanaga in der Region Centre und im Département Lom-et-Djérem in der Region Est verbreitet.
Sie wurde laut Zensus im Jahr 1971 von circa 24.000 Menschen in Kamerun gesprochen, im Jahr von etwa 56.200 Menschen.

## Klassifikation
Bebele ist eine Nordwest-Bantusprache und gehört zur Yaunde-Fang-Gruppe, die als Guthrie-Zone A70 klassifiziert wird.
Sie hat die Dialekte Eki und Manyok.